# امیرآباد (کلات)
امیرآباد روستایی در دهستان پساکوه بخش زاوین شهرستان کلات استان خراسان رضوی ایران است.

## جمعیت
بر پایه سرشماری عمومی نفوس و مسکن در سال ۱۳۹۵ جمعیت این روستا ۲۴۲ نفر (در ۷۴ خانوار) بوده‌است.